# Яров, Сергей Григорьевич
Сергей Григорьевич Яров (13 июня 1901, Москва — 2 июня 1970, Москва) — советский и российский актёр театра и кино. Заслуженный артист РСФСР (1938).

## Биография
Родился 13 июня 1901 года в Москве.
До 1918 года Яров учился в Московской практической академии коммерческих наук. По линии коммерции ему пойти не пришлось: в годы послереволюционной разрухи Сергей Яров работал дезинфектором в больнице.
В 1920 году ушёл артиллеристом на Гражданскую войну, а вернувшись в Москву, поступил в Московскую драматическую студию Красовской.
В 1925 году Яров был зачислен в труппу МХАТа, где проработал больше тридцати лет. Играл достаточно много, в основном в небольших ролях, некоторые из них сохранились в экранизациях мхатовских спектаклей («На дне» — Васька Пепел, 1952).
В Большом зале филармонии Сергей Яров принял участие в трех вечерах артистов МХАТа: в марте 1944-го и дважды — в январе 1951 года.
Ушёл из жизни 2 июня 1970 года в Москве. Похоронен на Пятницком кладбище.

## Фильмография
- Каан-Кэрэдэ (Артур Митчел) (1929)
- Искатели счастья (Корней) (1936)
- Валерий Чкалов (Александр Васильевич Беляков, (штурман) (1941)
- Пирогов | Pirogov (Феоктист Семёнович Скулаченко, штаб-лекарь) (1947)
- Суд чести (секретарь суда чести), (нет в титрах), (1948)
- На дне (фильм-спектакль) (Васька Пепел, вор) (1952)

## Награды и звания
- Заслуженный артист РСФСР (1938)